# 乌尔苏拉·多纳特
乌尔苏拉·多纳特（德語：Ursula Donath，1931年7月30日—），德国女子田径运动员，主攻中跑。她曾代表德国联队参加1960年夏季奥林匹克运动会田径比赛，获得女子800米铜牌。